# آندره نپرس
آندره نپرس (انگلیسی: Andrea Kneppers؛ زادهٔ ۲۴ فوریهٔ ۱۹۹۳) شناگر اهل پادشاهی هلند است. وی در مسابقات کشوری و بین‌المللی در مجموع برندهٔ ۱ مدال برنز شده‌است.